# Neurolyse
Als Neurolyse (von altgriechisch νεῦρονλύω ‚Nerv lösen‘) werden zwei verschiedenen Eingriffe bezeichnet:
1. eine Operation zur Dekompression. Dabei werden die Einengungen eines Nerven (meist narbige Verwachsungen) und damit der ausgeübte Druck beseitigt.[1]
2. eine Auflösung (Lysis) von Nerven mit dem Ziel der Schmerzausschaltung.

Nerven sind relativ stabil gegen Zugkräfte, reagieren jedoch sehr sensibel auf Druck von außen (z. B. mit Schmerz, Taubheit oder Lähmung).
Man unterscheidet zu 1.:
- Äußere Neurolyse oder Exoneurolyse, die operative Entfernung von Verwachsungen um einen Nerv.
- Innere Neurolyse oder Endoneurolyse oder interfaszikuläre Neurolyse, die Freipräparierung einzelner Nervenfaserbündel eines peripheren Nervs.

Zu 2. werden neuroablative Verfahren mit dem Ziel der Schmerzbekämpfung zusammengefasst. Neben neurochirurgischen Verfahren bestehen Möglichkeiten die betroffenen Nerven
- chemisch z. B. mit Alkohol[2] oder Phenol-Lösungen auszuschalten,
- mit Hitze z. B. als Thermoläsion über eine Radiofrequenz-Behandlung, oder
- der Anwendung von Kälte als Kryoneurolyse (Nervenvereisung) durchzuführen.